# Maturín
Maturín is een gemeente in de Venezolaanse staat Monagas. De gemeente telt 522.000 inwoners. De hoofdplaats is Maturín, en tevens de hoofdplaats van de staat Monogas. Het is een van de belangrijkste steden in het oosten van Venezuela en de oliehoofdstad van die regio. De gemeente strekt zich uit van het hoogland tot de delta van de Orinoco. De Río Guarapiche stroomt door de stad.
De stad is de zetel van het rooms-katholieke bisdom Maturín.
De stad werd op 7 december 1760 door de kapucijn Lucas de Zaragoza opgericht als een missieplaats en zou genoemd zijn naar een Indiaans opperhoofd dat in 1718 gedood was door de Spanjaarden. 

## Economie
Maturín is een handelscentrum waar landbouwproducten (maïs, sorghum, koffie en aardnoten) en vee uit de omgeving worden verhandeld. Er is ook industrie. Met de name de olie-industrie is een belangrijke bron van inkomsten, sinds in de jaren 1980 de olievelden van Furrial werden ontgonnen. De oliepijpleidingen uit de velden ten noorden en westen van de stad komen er toe.

## Verkeer en vervoer
Maturín heeft een internationale luchthaven.
Er zijn wegverbindingen met Carúpano (Sucré) in het noorden, het industriegebied van Barcelona–Puerto La Cruz in het westen en Barrancas del Orinoco in het zuiden.

## Afbeeldingen

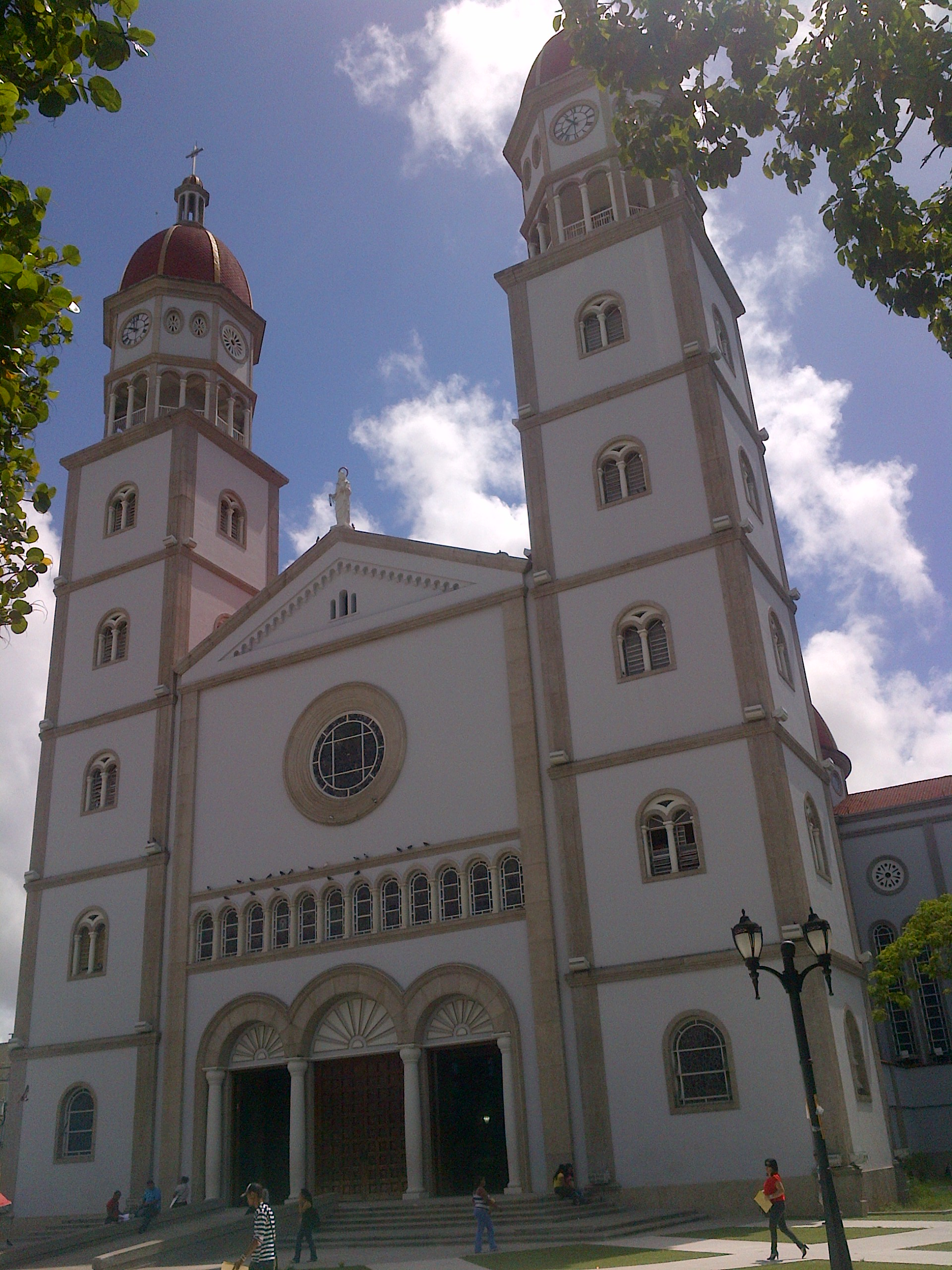
Kathedraal Nuestra Señora del Carmen
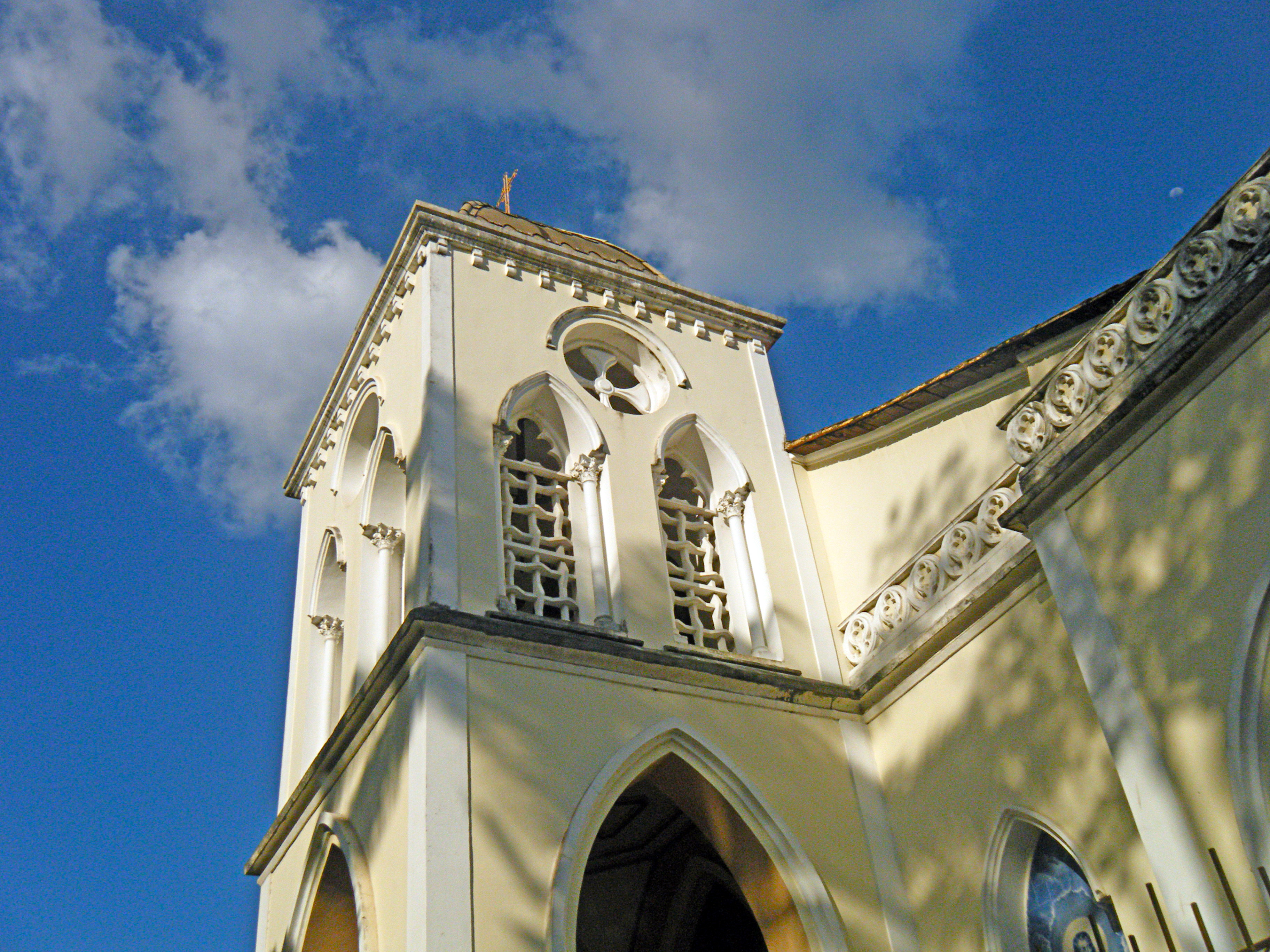
San Simónkerk
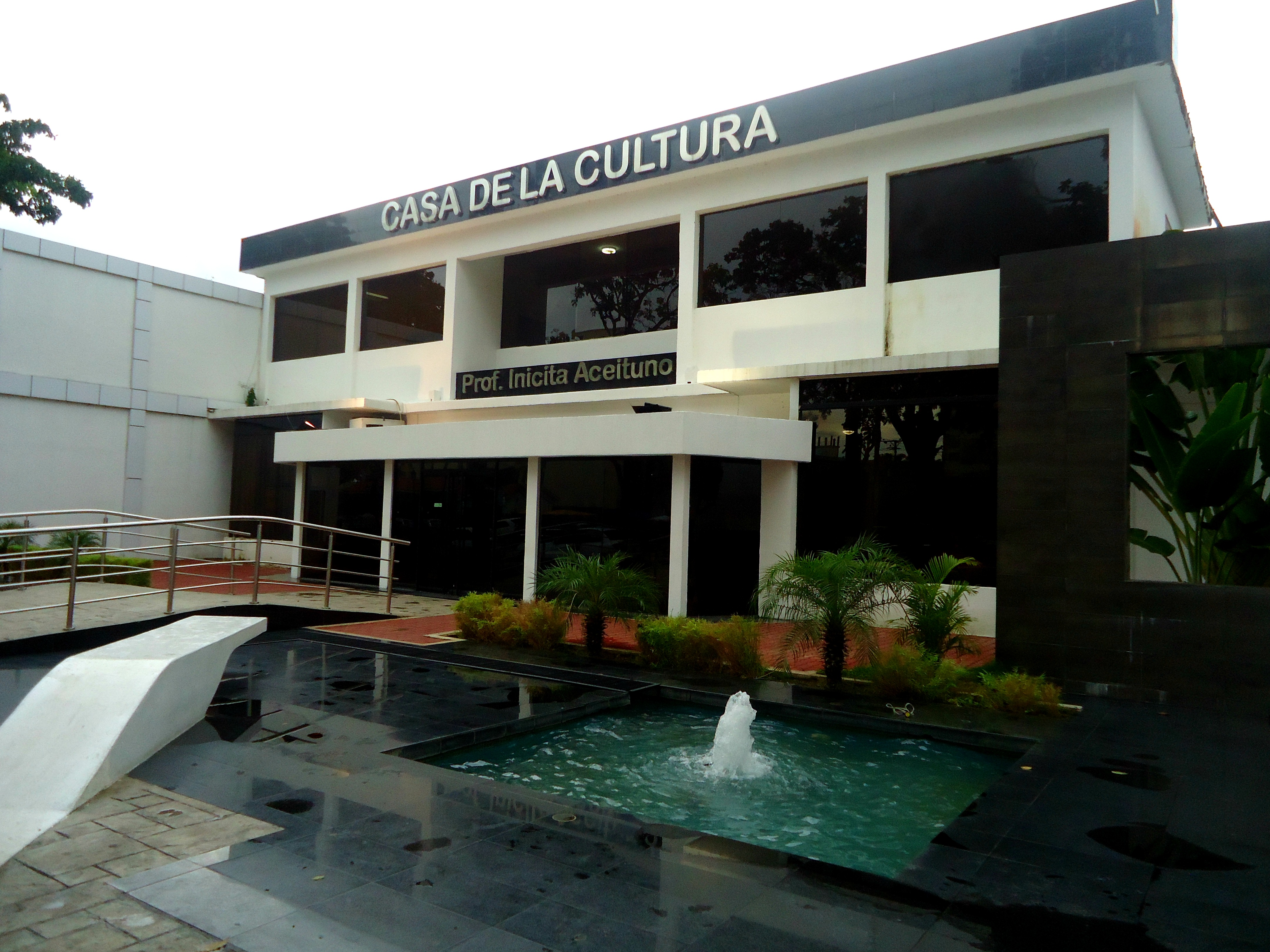
Casa de la Cultura
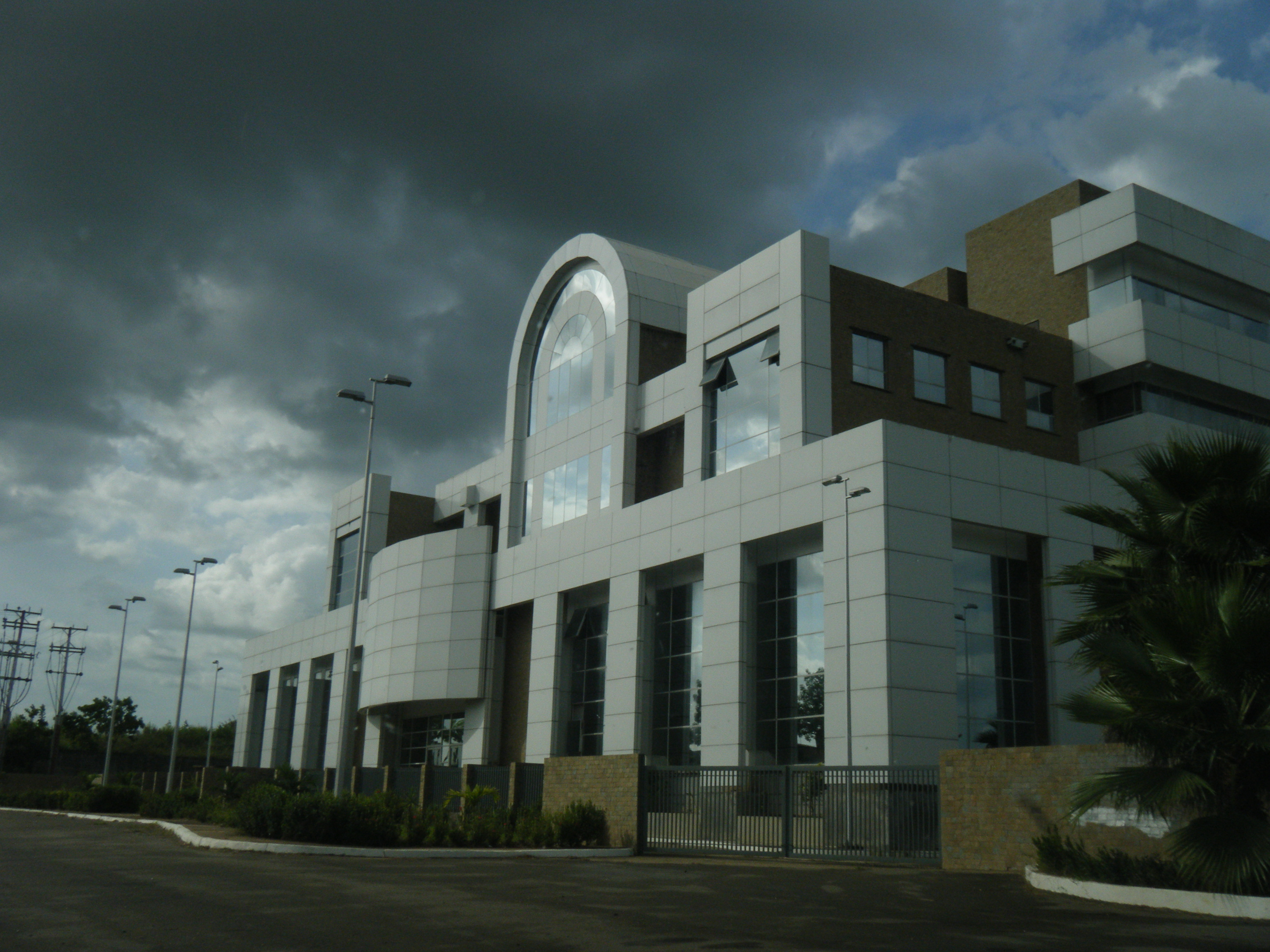
Gerechtsgebouw
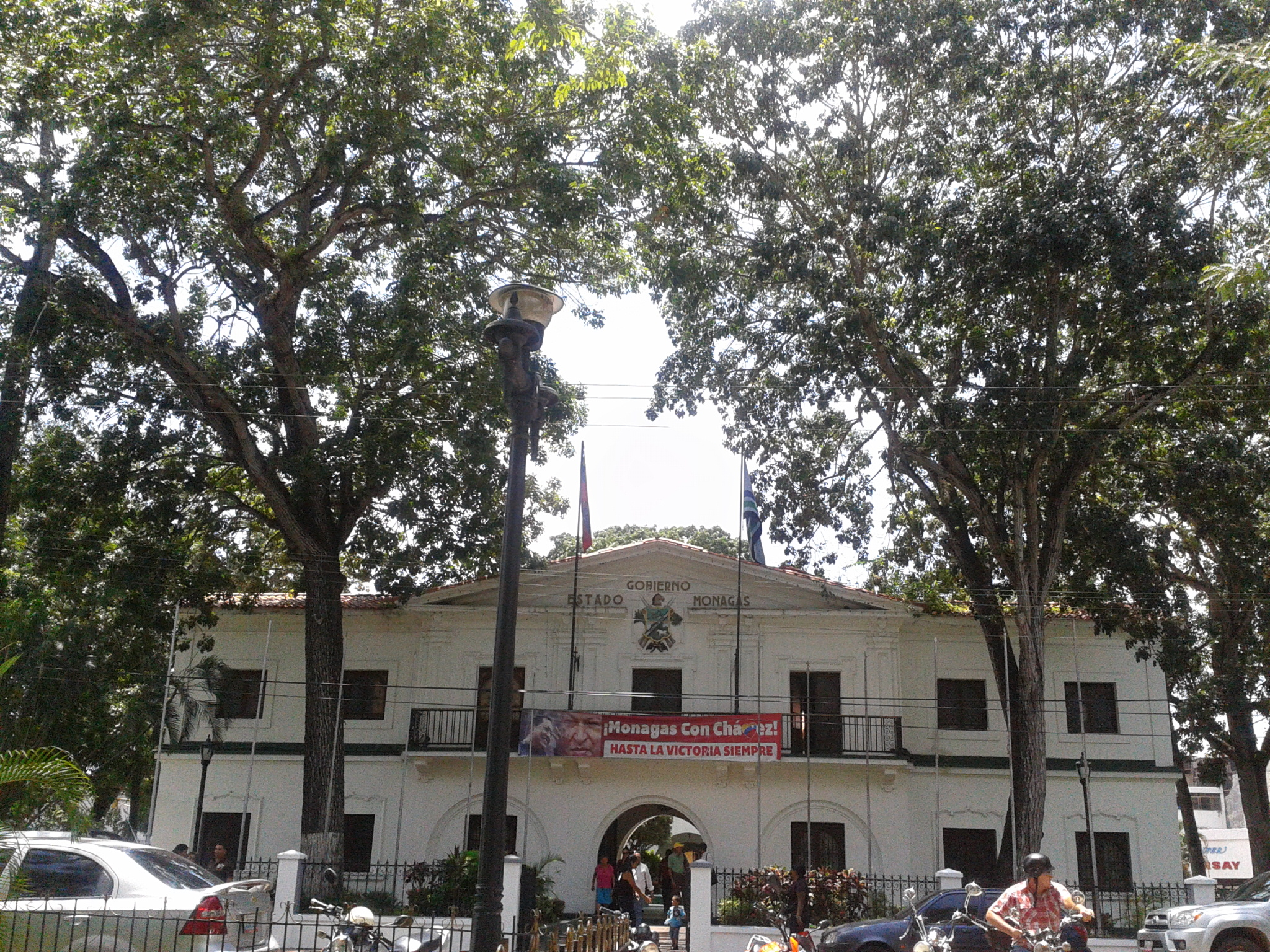
Palacio de Gobierno van de staat Monagas